# 大宽喙象
大宽喙象（学名：Baryrhynchus cratus），锥象科（	三锥象鼻虫科）宽喙象属的一种，分布于中国云南等地。
本种2023年被收录入中国《有重要生态、科学、社会价值的陆生野生动物名录》。

## 形态特征
大宽喙象是一种大型鞘翅目昆虫，体长24.2—30.7毫米，体宽4.5—6.1毫米。头喙及前胸为棕红色，鞘翅呈棕黑色。鞘翅上具有5处对称分布的橘红色斑纹。